# Skakavac (Berane)
Pour les articles homonymes, voir Skakavac.
Skakavac (en serbe cyrillique : Скакавац) est un village du nord-est du Monténégro, dans la municipalité de Berane.

## Démographie

### Évolution historique de la population
| 1948 | 1953 | 1961 | 1971 | 1981 | 1991 | 2003 |
| ---- | ---- | ---- | ---- | ---- | ---- | ---- |
| 116  | 137  | 81   | 71   | 94   | 95   | 83   |